# Ledena polica
Ledena polica je velika plutajuća platforma od leda koja se formira na mestu gde glečer ili ledena ploča ističe na obalu i na okeansku površinu. Ledene police nalaze se samo na Antarktiku, Grenlandu, Kanadi i ruskom Arktiku. Granica između plutajuće ledene police i usidrenog leda (koji počiva na podlozi) naziva se linijom uzemljenja. Debljina ledenih polica može se kretati od oko 100 m (330 ft) do 1.000 m (3.300 ft).
Suprotno tome, morski led nastaje na vodi, mnogo je tanji (obično manje od 3 m) i formira se širom Severnog ledenog okeana. Takođe se nalazi u Južnom okeanu oko kontinenta Antarktika.
Kretanje ledenih polica uglavnom je podstaknuto gravitacionim pritiskom prizemljenog leda. Taj tok neprestano pomera led od linije uzemljenja na prednjeg dela police prema moru. Ranije se smatralo da je osnovni mehanizam gubitka mase sa ledenih polica bilo otcepljivanje ledenih bregova, u kome se komad leda odvaja sa prednjeg dela police u dodiru sa morom. Jedna studija agencije NASA i univerzitetskih istraživača, objavljena u izdanju časopisa Science od 14. juna 2013. godine, utvrdila je da su okeanske vode koje otapaju donje strane antarktičkih ledenih polica odgovorne za veći deo gubitka mase kontinentalnih ledenih površina. U stabilnom stanju, oko polovina mase ledenog praga na Antarktiku gubi se u bazalnom topljenju, a polovina se gubi usled teljenja, ali relativni značaj svakog procesa značajno varira između ledenih pragova. Poslednjih decenija, ledeni pragovi na Antarktiku su bili van ravnoteže, pošto su izgubili više mase zbog bazalnog topljenja i teljenja nego što je nadoknađeno prilivom novog leda i snega.
Tipično prednji deo police biva proširivan godinama ili decenijama između glavnih događaja otcepljenja. Akumulacija snega na gornjoj površini i topljenje sa donje površine takođe su važni za ravnotežu mase ledene police. Led se takođe može nakupiti na donjoj strani police.
Gustinski kontrast između ledenjačkog leda i tečne vode dovodi do toga da se najmanje 1/9 plutajućeg leda nalazi iznad površine okeana, zavisno od toga koliko je vazduha pod pritiskom sadržano u mehurićima unutar ledničkog leda, koji potiče od kompresovanog snega. Formula za gornji delilac je {\textstyle 1/(\rho _{seawater}-\rho _{glacialice})/\rho _{seawater}}, gustina hladne morske vode podeljena sa kg/m³ je oko 1,028, a glečerskog leda je od oko 0,85 do znatno ispod 0,92, granice za vrlo hladan led bez mehurića. Visina police iznad mora može biti i veća, ako iznad glečerskog ledenjaka postoji mnogo manje gust inja i snega.
Najveće ledene police sveta su Rosova ledena polica i Filčner-Ronova ledena polica na Antarktiku. Izraz zarobljena ledena polica je korišćen za led iznad podglacijalnog jezera, poput jezera Vostok.

## Kanadske ledene police
Sve kanadske ledene police su pričvršćene na ostrvo Elsmir i leže severno od 82°S. Ledene police koje i dalje postoje su Alfreda Ernestova ledena polica , Vord Hantova ledena polica, Milnova ledena polica i Smitova ledena polica. Maklintokova ledena polica se raspala tokom perioda od 1963. do 1966. godine; Ajlesova ledena polica se raspala 2005. godine; a Makramova ledena polica se raspala 2008. godine. Preostale ledene police takođe su vremenom izgubile značajnu količinu svoje površine, pri čemu je Milnova ledena polica bila poslednja na udaru i raspala se u avgustu 2020. godine.

## Antarktičke ledene police
Veliki deo obale Antarktika ima pričvršćene ledene police. Their aggregate area is over 1,550,000 km².

## Ruske ledene police
Matuševičeva ledena polica bila je ledena polica veličine 222 km² koja se nalazila u Severnoj zemlji, a napajala ju je jedna od najvećih ledenih kapa na ostrvu Oktobarske revolucije, Karpinskijeva ledena kapa na jugu i Rusanova ledena kapa na severu. Godine 2012, prestala je da postoji.

## Literatura
- Barber, D.G.; McCullough, G.; Babb, D.; Komarov, A. S.; Candlish, L. M.; Lukovich, J. V.; Asplin, M.; Prinsenberg, S.; Dmitrenko, I.; Rysgaard, S. (2014). „Climate change and ice hazards in the Beaufort Sea”. Elementa. 2: 000025. Bibcode:2014EleSA...2.0025B. doi:10.12952/journal.elementa.000025 .
- Scambos, T. A.; Bohlander, J. A.; Shuman, C. A.; Skvarca, P. (2004). „Glacier acceleration and thinning after ice shelf collapse in the Larsen B embayment, Antarctica” (PDF). Geophysical Research Letters. 31 (18): L18402. Bibcode:2004GeoRL..3118402S. S2CID 36917564. doi:10.1029/2004GL020670. hdl:11603/24296. Архивирано из оригинала (PDF) 25. 02. 2009. г. Приступљено 7. 5. 2008.
- Bindschadler, A.; King, A.; Alley, B.; Anandakrishnan, S.; Padman, L. (avgust 2003). „Tidally Controlled Stick-Slip Discharge of a West Antarctic Ice”. Science. 301 (5636): 1087—1089. Bibcode:2003Sci...301.1087B. ISSN 0036-8075. PMID 12934005. S2CID 37375591. doi:10.1126/science.1087231.
- Anandakrishnan, S.; Voigt, D. E.; Alley, R. B.; King, M. A. (2003). „Ice stream D flow speed is strongly modulated by the tide beneath the Ross Ice Shelf” (PDF). Geophys. Res. Lett. 30 (7): 1361. Bibcode:2003GeoRL..30.1361A. S2CID 53347069. doi:10.1029/2002GL016329. Архивирано из оригинала (PDF) 25. 2. 2009. г. Приступљено 7. 5. 2008.
- WCRP Global Sea Level Budget Group (2018). „Global sea-level budget 1993–present”. Earth System Science Data. 10 (3): 1551—1590. Bibcode:2018ESSD...10.1551W. doi:10.5194/essd-10-1551-2018 . „This corresponds to a mean sea-level rise of about 7.5 cm over the whole altimetry period. More importantly, the GMSL curve shows a net acceleration, estimated to be at 0.08mm/yr2.”
- National Academies of Sciences, Engineering, and Medicine (2011). „Synopsis”. Climate Stabilization Targets: Emissions, Concentrations, and Impacts over Decades to Millennia. Washington, DC: The National Academies Press. стр. 5. ISBN 978-0-309-15176-4. doi:10.17226/12877. „Box SYN-1: Sustained warming could lead to severe impacts”
- IPCC, 2021: Summary for Policymakers. In: Climate Change 2021: The Physical Science Basis. Contribution of Working Group I to the Sixth Assessment Report of the Intergovernmental Panel on Climate Change [Masson-Delmotte, V., P. Zhai, A. Pirani, S.L. Connors, C. Péan, S. Berger, N. Caud, Y. Chen, L. Goldfarb, M.I. Gomis, M. Huang, K. Leitzell, E. Lonnoy, J.B.R. Matthews, T.K. Maycock, T. Waterfield, O. Yelekçi, R. Yu, and B. Zhou (eds.)]. Cambridge University Press, Cambridge, United Kingdom and New York, NY, US, pp. 3−32, „Summary for Policymakers”. Climate Change 2021 – the Physical Science Basis. 2023. стр. 3—32. ISBN 9781009157896. doi:10.1017/9781009157896.001.
- „Sea level to increase risk of deadly tsunamis”. UPI. 2018.
- „IPCC's New Estimates for Increased Sea-Level Rise”. Yale. 2013.
- McMichael, Celia; Dasgupta, Shouro; Ayeb-Karlsson, Sonja; Kelman, Ilan (2020-11-27). „A review of estimating population exposure to sea-level rise and the relevance for migration”. Environmental Research Letters. 15 (12): 123005. Bibcode:2020ERL....15l3005M. ISSN 1748-9326. PMC 8208600 . PMID 34149864. doi:10.1088/1748-9326/abb398.
- Bindoff, N.L.; Willebrand, J., ур. (2007), „Section 5.5.1: Introductory Remarks”, Chapter 5: Observations: Ocean Climate Change and Sea Level, Cambridge University Press, ISBN 978-0-521-88009-1, Архивирано из оригинала 20. 6. 2017. г., Приступљено 25. 1. 2017 Непознати параметар |= игнорисан (помоћ)
- Mimura, Nobuo (2013). „Sea-level rise caused by climate change and its implications for society”. Proceedings of the Japan Academy. Series B, Physical and Biological Sciences. 89 (7): 281—301. Bibcode:2013PJAB...89..281M. ISSN 0386-2208. PMC 3758961 . PMID 23883609. doi:10.2183/pjab.89.281.
- Choi, Charles Q. (27. 6. 2012). „Sea Levels Rising Fast on U.S. East Coast”. National Oceanic and Atmospheric Administration. Приступљено 22. 10. 2022.
- „2022 Sea Level Rise Technical Report”. oceanservice.noaa.gov (на језику: енглески). Приступљено 2022-07-04.
- Mycoo, M., M. Wairiu, D. Campbell, V. Duvat, Y. Golbuu, S. Maharaj, J. Nalau, P. Nunn, J. Pinnegar, and O. Warrick, 2022: Chapter 15: Small islands. In Climate Change 2022: Impacts, Adaptation and Vulnerability [H.-O. Pörtner, D.C. Roberts, M. Tignor, E.S. Poloczanska, K. Mintenbeck, A. Alegría, M. Craig, S. Langsdorf, S. Löschke,V. Möller, A. Okem, B. Rama (eds.)]. Cambridge University Press, Cambridge, United Kingdom and New York, NY, US, „Small Islands”. Climate Change 2022 – Impacts, Adaptation and Vulnerability. 2023. стр. 2043—2121. ISBN 978-1-009-32584-4. doi:10.1017/9781009325844.017.
- Thomsen, Dana C.; Smith, Timothy F.; Keys, Noni (2012). „Adaptation or Manipulation? Unpacking Climate Change Response Strategies”. Ecology and Society. 17 (3). JSTOR 26269087. doi:10.5751/es-04953-170320 .
- Trisos, C.H., I.O. Adelekan, E. Totin, A. Ayanlade, J. Efitre, A. Gemeda, K. Kalaba, C. Lennard, C. Masao, Y. Mgaya, G. Ngaruiya, D. Olago, N.P. Simpson, and S. Zakieldeen 2022: Chapter 9: Africa. In Climate Change 2022: Impacts, Adaptation and Vulnerability [H.-O. Pörtner, D.C. Roberts, M. Tignor, E.S. Poloczanska, K. Mintenbeck, A. Alegría, M. Craig, S. Langsdorf, S. Löschke,V. Möller, A. Okem, B. Rama (eds.)]. Cambridge University Press, Cambridge, United Kingdom and New York, NY, US, pp. 2043–2121 „Africa”. Climate Change 2022 – Impacts, Adaptation and Vulnerability. 2023. стр. 1285—1456. ISBN 9781009325844. doi:10.1017/9781009325844.011.
- Nicholls, Robert J.; Marinova, Natasha; Lowe, Jason A.; Brown, Sally; Vellinga, Pier; Gusmão, Diogo de; Hinkel, Jochen; Tol, Richard S. J. (2011). „Sea-level rise and its possible impacts given a 'beyond 4°C (39.2°F)world' in the twenty-first century”. Philosophical Transactions of the Royal Society of London A: Mathematical, Physical and Engineering Sciences. 369 (1934): 161—181. Bibcode:2011RSPTA.369..161N. ISSN 1364-503X. PMID 21115518. S2CID 8238425. doi:10.1098/rsta.2010.0291 .